# Caso Unión
El Caso Unión fue una operación judicial contra la corrupción política y urbanística desarrollada en Lanzarote entre 2009 y 2010. El principal investigado fue Dimas Martín Martín, fundador del Partido de Independientes de Lanzarote (PIL) y expresidente del Cabildo de Lanzarote, acusado de ejercer influencia indebida sobre varios cargos públicos.

## Origen del nombre
El nombre del caso se debe a la cafetería La Unión, ubicada en el centro de Arrecife, donde se reunían políticos y empresarios para intercambiar sobornos, algunos de hasta 100.000 euros, según las diligencias de la Guardia Civil. Este lugar fue clave en la investigación y de ahí proviene el nombre con el que se conoce el caso.

## Desarrollo del caso

### Primera fase
La investigación, impulsada por el Juzgado de Instrucción n.º 5 de Arrecife, comenzó en mayo de 2009 con registros en el Ayuntamiento y la Oficina Técnica de Arrecife. Esta fase se centró en la investigación del cobro de comisiones ilegales a empresarios y la manipulación del Plan General de Ordenación Urbana de la ciudad. Un hecho clave fue el intercambio de una cantidad significativa de dinero en la cafetería La Unión, que marcó el inicio de la operación.

### Segunda fase
Esta fase se centró en las presuntas ofertas de comisiones ilegales a miembros de la Cámara de Comercio de Lanzarote a cambio de decisiones administrativas favorables a intereses privados, incluyendo presuntos delitos urbanísticos en el municipio de Yaiza. Durante esta etapa, varios implicados fueron detenidos, aunque la mayoría fueron puestos en libertad con cargos. Los principales acusados, Dimas Martín y el empresario Luis Lleó, permanecieron en prisión preventiva por delitos de cohecho.

### Tercera fase: Operación Jable
El 19 de abril de 2010 se inició la tercera fase, conocida como Operación Jable, que evidenció que Dimas Martín continuaba coordinando la trama desde prisión. Se descubrió que ocultaba más de 8 millones de euros en propiedades a nombre de terceros, distribuidas entre unas cincuenta personas. En este periodo, su hijo, Fabián Martín, asumió la presidencia del PIL en un congreso que llevó a la detención de varios asistentes por su supuesta implicación en la red.

## Intervención de la Fiscalía Anticorrupción
El 8 de mayo de 2010, la Fiscalía Anticorrupción de Las Palmas asumió la investigación, que posteriormente se dividió en varias piezas judiciales. Más de cien personas fueron imputadas, resultando en 36 condenas, muchas con penas de prisión. Dimas Martín fue sentenciado a siete años y cinco meses por asociación ilícita, cohecho, malversación y prevaricación.

## Sentencias y condenas
En 2019, la Audiencia Provincial de Las Palmas confirmó la condena a Dimas Martín por liderar una red de corrupción jerarquizada, con sobornos que oscilaban entre el 8% y el 20% del valor de contratos y facturas municipales. La sentencia fue ratificada en 2022 por el Tribunal Supremo, que desestimó los recursos de los principales implicados, poniendo fin al juicio del caso.